# Stenkyrkehuk
Stenkyrkehuk är en svensk fyrplats belägen på Gotlands nordvästra kust. Fyren anlades 1885 efter ritningar av John Höijer som komplement till hamnfyren i Visby vilken var den enda fyren på Gotlands västkust vid den tiden. Byggnaden består av ett koniskt järntorn och är belägen i ett barrskogsområde som tvärt övergår i hav vid en bergskant. Från början var fyren utrustad med en Fresnel-lins av tredje ordningen och fotogenlampa. 1936 fick den Dalénljus, och 1960 blev fyren elektriskt driven och automatiserad. Samtidigt fick den en lins av första ordningen som avlägsnades 1991 då fyren inte ansågs lika viktig längre. Numera har fyren en modern lins av sjätte ordningen och 60 watt-lampa. Fyrtornet är idag beläget på privat egendom då fyrvaktarbostaden har sålts. Sjöfartsverket äger fortfarande själva fyrtornet.